# Biskupie (Płoskinia)
Biskupie (deutsch Bischdorf) war ein Ort in der polnischen Woiwodschaft Ermland-Masuren. Seine Ortsstelle befindet sich im Gebiet der Gmina Płoskinia (Landgemeinde Plaßwich) im Powiat Braniewski (Kreis Braunsberg).
Die Ortsstelle von Biskupie liegt im Nordwesten der Woiwodschaft Ermland-Masuren, 13 Kilometer südwestlich der Kreisstadt Braniewo (Braunsberg).
Bischdorf war eine zum Staatsforst Födersdorf (polnisch Piórkowo) gehörende Försterei. 1874 wurde der Gutsbezirk Bischdorf, Forst, in den neu errichteten Amtsbezirk Tromp (polnisch Trąby) im ostpreußischen Kreis Braunsberg, Regierungsbezirk Königsberg, eingegliedert. Im Jahre 1908 war Bischdorf dem Gutsbezirk Födersdorf, Forst, zugeordnet und zählte im Jahre 1910 sieben Einwohner.
Am 30. September 1928 endete die Zugehörigkeit Bischdorfs zu Födersdorf, Forst, als der kleine Ort in die Landgemeinde Parlack (polnisch Pierławki) eingemeindet wurde.
Als 1945 in Kriegsfolge das gesamte südliche Ostpreußen zu Polen kam, erhielt Bischdorf die polnische Namensform „Biskupie“. Der Ort fand jedoch kaum noch Erwähnung und gilt heute als untergegangen. Die nicht mehr erkennbare Ortsstelle liegt heute im Gemeindegebiet Płoskinia (Plaßwich) im Powiat Braniewski (Kreis Braunsberg).
Kirchlich war Bischdorf römisch-katholischerseits nach Groß Rautenberg (polnisch Wielkie Wierzno) im damaligen Bistum Ermland orientiert, außerdem zur evangelischen Kirche Frauenburg in der Kirchenprovinz Ostpreußen der Kirche der Altpreußischen Union.
Die Ortsstelle von Biskupie resp. Bischdorf liegt an der Nebenstraße, die von Chruściel (Tiedmannsdorf) an der Woiwodschaftsstraße 506 über Pierławki (Parlack) nach Wielkie Wierzno (Groß Rautenberg) und weiter bis Baranówka (Schafsberg) an der Woiwodschaftsstraße 505 führt.
Die nächste Bahnstation war Tiedmannsdorf an der Bahnstrecke Malbork–Braniewo (deutsch Marienburg–Braunsberg), einem Abschnitt der einstigen Preußischen Ostbahn.